# Domien Jacob
Pour les articles homonymes, voir Jacob (homonymie).
Domien Jacob est un gymnaste belge né le 8 juin 1897 à Saint-Nicolas et mort le 5 novembre 1984 à Saint-Nicolas.

## Carrière
Il fait partie de l'équipe de Belgique qui remporte la médaille d'argent au concours général par équipes aux Jeux olympiques d'été de 1920 se tenant à Anvers.